# Selección de fútbol sub-17 de Corea del Norte
La Selección de fútbol sub-17 de Corea del Norte, también conocida como la Selección infantil de fútbol de Corea del Norte, es el equipo que representa al país en la Copa Mundial de Fútbol Sub-17 y en el Campeonato Sub-16 de la AFC, y es controlada por la Asociación de Fútbol de Corea del Norte.

## Palmarés
- Campeonato Sub-16 de la AFC: 2
  - 2010,[1] 2014[2]